# Clostridium stercorarium subsp. leptospartum
Il Clostridium stercorarium subsp. leptospartum è una sottospecie di batterio appartenente alla famiglia delle Clostridiaceae.